# Lørenskog Ishall
Lørenskog Ishall – kryte lodowisko położone w Lørenskog, na którym swoje mecze rozgrywa drużyna hokejowa GET-ligaen – Lørenskog IK. Obiekt powstał w 1988 roku i może pomieścić 1 350 widzów.